# Fiscalía Provincial de Badajoz
La Fiscalía Provincial de Badajoz es un órgano dependiente del Ministerio Fiscal, que ejerce sus funciones en la Provincia de Badajoz (España), y tiene su sede en la ciudad de Badajoz.

## Secciones
La distribución territorial de los partidos judiciales que son atendidos por la Fiscalía se recoge en el Real Decreto 2123/2008, de 26 de diciembre, y es la siguiente:
- Fiscalía Provincial, que abarca los partidos judiciales de Badajoz y Olivenza.
- Fiscalía del Área de Mérida, que abarca los partidos judiciales de Almendralejo, Mérida, Montijo y Villafranca de los Barros.
- Sección Territorial de Villanueva de la Serena, que abarca los partidos judiciales de Castuera, Don Benito, Herrera del Duque y Villanueva de la Serena.
- Sección Territorial de Zafra, que abarca los partidos judiciales de Fregenal de la Sierra, Jerez de los Caballeros, Llerena y Zafra.

Además, la Fiscalía Provincial cuenta con una Fiscalía de Menores en Badajoz.